# Draft 1998 de la NFL
1997 1999
La draft 1998 de la NFL est la 63e draft de la National Football League, permettant aux franchises de football américain de sélectionner des joueurs universitaires éligibles pour jouer professionnels. L'événement a eu lieu les 18 et 19 avril 1998, au Madison Square Garden de New York. La ligue organise également une draft supplémentaire après la draft régulière et avant la saison régulière.
Avant la draft, il y a un débat sur la question de savoir si les Colts d'Indianapolis doivent choisir Peyton Manning ou Ryan Leaf avec le premier choix général (les deux sont considérés comme d'excellents prospects et les futurs quarterbacks de franchise). Leaf est considéré comme ayant plus de potentiel à la hausse et un bras de lancer plus fort, tandis que Manning est considéré comme un prospect prêt pour la NFL et plus mature.
Avec le premier choix de sélection, les Colts d'Indianapolis sélectionnent finalement le quarterback Peyton Manning de Volunteers du Tennessee. Manning est cinq fois vainqueur du prix du joueur MVP, le plus grand nombre pour un joueur dans l’histoire de la NFL, et deux fois champion du Super Bowl. Il est considéré comme l'un des meilleurs choix de l'histoire de la NFL.
En 2018, Randy Moss est le seul joueur de la draft de la NFL de 1998 à avoir été intronisé au Temple de la renommée du football professionnel.

## Joueurs sélectionnés
- ° : Intronisé au Pro Football Hall of Fame
- † : Joueur sélectionné pour le Pro Bowl

### Premier tour
| Choix | Équipe                             | Joueur               | Poste            | Université                       |
| ----- | ---------------------------------- | -------------------- | ---------------- | -------------------------------- |
| 1     | Colts d'Indianapolis               | Peyton Manning °†    | Quarterback      | Volunteers du Tennessee          |
| 2     | Chargers de San Diego              | Ryan Leaf            | Quarterback      | Cougars de Washington State      |
| 3     | Cardinals de l'Arizona             | Andre Wadsworth (en) | Defensive end    | Seminoles de Florida State       |
| 4     | Raiders d'Oakland                  | Charles Woodson °†   | Cornerback       | Wolverines du Michigan           |
| 5     | Bears de Chicago                   | Curtis Enis (en)     | Running back     | Nittany Lions de Penn State      |
| 6     | Rams de Saint-Louis                | Grant Wistrom (en)   | Defensive end    | Cornhuskers du Nebraska          |
| 7     | Saints de La Nouvelle-Orléans      | Kyle Turley (en)†    | Offensive guard  | Aztecs de San Diego State        |
| 8     | Cowboys de Dallas                  | Greg Ellis (en)†     | Defensive end    | Tar Heels de la Caroline du Nord |
| 9     | Jaguars de Jacksonville            | Fred Taylor†         | Running back     | Gators de la Floride             |
| 10    | Ravens de Baltimore                | Duane Starks         | Cornerback       | Hurricanes de Miami              |
| 11    | Eagles de Philadelphie             | Tra Thomas (en)†     | Offensive tackle | Seminoles de Florida State       |
| 12    | Falcons d'Atlanta                  | Keith Brooking†      | Linebacker       | Yellow Jackets de Georgia Tech   |
| 13    | Bengals de Cincinnati              | Takeo Spikes†        | Linebacker       | Tigers d'Auburn                  |
| 14    | Panthers de la Caroline            | Jason Peter (en)     | Defensive end    | Cornhuskers du Nebraska          |
| 15    | Seahawks de Seattle                | Anthony Simmons (en) | Linebacker       | Tigers de Clemson                |
| 16    | Oilers du Tennessee                | Kevin Dyson          | Wide receiver    | Utes de l'Utah                   |
| 17    | Bengals de Cincinnati              | Brian Simmons        | Linebacker       | Tar Heels de la Caroline du Nord |
| 18    | Patriots de la Nouvelle-Angleterre | Robert Edwards (en)  | Running back     | Bulldogs de la Géorgie           |
| 19    | Packers de Green Bay               | Vonnie Holliday (en) | Defensive end    | Tar Heels de la Caroline du Nord |
| 20    | Lions de Détroit                   | Terry Fair (en)      | Cornerback       | Volunteers du Tennessee          |
| 21    | Vikings du Minnesota               | Randy Moss °†        | Wide receiver    | Thundering Herd de Marshall      |
| 22    | Patriots de la Nouvelle-Angleterre | Tebucky Jones (en)   | Defensive back   | Orange de Syracuse               |
| 23    | Raiders d'Oakland                  | Mo Collins (en)      | Offensive tackle | Gators de la Floride             |
| 24    | Giants de New York                 | Shaun Williams (en)  | Defensive back   | Bruins de l'UCLA                 |
| 25    | Jaguars de Jacksonville            | Donovin Darius (en)  | Strong safety    | Orange de Syracuse               |
| 26    | Steelers de Pittsburgh             | Alan Faneca °†       | Offensive guard  | Tigers de LSU                    |
| 27    | Chiefs de Kansas City              | Victor Riley (en)    | Offensive tackle | Tigers d'Auburn                  |
| 28    | 49ers de San Francisco             | R.W. McQuarters      | Cornerback       | Cowboys d'Oklahoma State         |
| 29    | Dolphins de Miami                  | John Avery           | Running back     | Rebels d'Ole Miss                |
| 30    | Broncos de Denver                  | Marcus Nash          | Wide receiver    | Volunteers du Tennessee          |

### Échanges du premier tour
1. #2: Chargers - Cardinals: Les Chargers de San Diego envoient Eric Metcalf, Patrick Sapp, leur choix de premier tour en 1998 (# 3-Andre Wadsworth), leur choix de deuxième tour en 1998 (Corey Chavous # 33) et leur choix de premier choix en 1999 (David Boston # 8) aux Cardinals de l'Arizona en échange de leur choix du premier tour 1998 (# 2-Ryan Leaf)[4].
2. #9: Bills - Jaguars: Les Jaguars de Jacksonville échangent Rob Johnson (en) pour le choix du premier tour 1998 (# 9-Fred Taylor) et le choix du quatrième tour 1998 (# 101-Tavian Banks) des Bills de Buffalo[5].
3. #17: Bengals - Redskins: Les Bengals de Cincinnati reçoivent le choix du premier tour 1998 (# 17-Brian Simmons) et le choix du troisième tour 1998 (# 78-Mike Goff) des Redskins de Washington en compensation de l'agent libre Dan Wilkinson[6].
4. #18: Patriots - Jets: Les Patriots de la Nouvelle-Angleterre reçoivent le premier choix de 1998 (n ° 18-Robert Edwards) et le choix de troisième ronde de 1998 (n ° 81-Chris Floyd) des Jets de New York à titre de compensation pour l'agent libre restreint Curtis Martin[7].
5. #29: Packers - Dolphins: Les Packers de Green Bay échangent leur premier choix de 1998 (n ° 29-John Avery), leur choix de deuxième tour de 1998 (n ° 60-Charlie Batch) pour le premier choix de 1998 (Vonnie Holliday # 19) des Dolphins de Miami[8].
6. #23: Raiders - Buccaneers: Les Raiders d'Oakland obtiennent le choix de premier tour de 1998 (n ° 23-Damon "Mo" Collins) des Buccaneers de Tampa Bay contre deux choix de deuxième tour 1998 (n ° 34-Jacquez Green) (n ° 59-Mikhael Ricks)[9].

### Deuxième tour
| Choix | Équipe                             | Joueur                  | Postes           | Université                            |
| ----- | ---------------------------------- | ----------------------- | ---------------- | ------------------------------------- |
| 31    | Raiders d'Oakland                  | Leon Bender (en)        | Defensive tackle | Cougars de Washington State           |
| 32    | Colts d'Indianapolis               | Jerome Pathon (en)      | Wide receiver    | Huskies de Washington                 |
| 33    | Cardinals de l'Arizona             | Corey Chavous (en)†     | Cornerback       | Commodores de Vanderbilt              |
| 34    | Buccaneers de Tampa Bay            | Jacquez Green (en)      | Wide receiver    | Gators de la Floride                  |
| 35    | Bears de Chicago                   | Tony Parrish (en)       | Free Safety      | Huskies de Washington                 |
| 36    | Cardinals de l'Arizona             | Anthony Clement (en)    | Offensive tackle | Ragin' Cajuns de Louisiane            |
| 37    | Rams de Saint Louis                | Robert Holcombe (en)    | Running back     | Fighting Illini de l'Illinois         |
| 38    | Cowboys de Dallas                  | Flozell Adams (en)†     | Offensive tackle | Spartans de Michigan State            |
| 39    | Bills de Buffalo                   | Sam Cowart (en)†        | Linebacker       | Seminoles de Florida State            |
| 40    | Saints de La Nouvelle-Orléans      | Cameron Cleeland (en)   | Tight end        | Huskies de Washington                 |
| 41    | Steelers de Pittsburgh             | Jeremy Staat (en)       | Defensive end    | Sun Devils d'Arizona State            |
| 42    | Ravens de Baltimore                | Pat Johnson (en)        | Wide receiver    | Ducks de l'Oregon                     |
| 43    | Bengals de Cincinnati              | Artrell Hawkins (en)    | Cornerback       | Bearcats de Cincinnati                |
| 44    | Dolphins de Miami                  | Patrick Surtain†        | Defensive back   | Golden Eagles de Southern Miss        |
| 45    | Buccaneers de Tampa Bay            | Brian Kelly             | Defensive back   | Trojans de l'USC                      |
| 46    | Oilers du Tennessee                | Samari Rolle (en)†      | Cornerback       | Seminoles de Florida State            |
| 47    | Seahawks de Seattle                | Todd Weiner (en)        | Offensive tackle | Wildcats de Kansas State              |
| 48    | Redskins de Washington             | Stephen Alexander (en)† | Tight end        | Sooners de l'Oklahoma                 |
| 49    | Dolphins de Miami                  | Kenny Mixon (en)        | Defensive end    | Tigers de LSU                         |
| 50    | Lions de Détroit                   | Germane Crowell (en)    | Wide receiver    | Cavaliers de la Virginie              |
| 51    | Vikings du Minnesota               | Kailee Wong (en)        | Linebacker       | Cardinal de Stanford                  |
| 52    | Patriots de la Nouvelle-Angleterre | Tony Simmons (en)       | Wide receiver    | Badgers du Wisconsin                  |
| 53    | Falcons d'Atlanta                  | Bob Hallen (en)         | Centre           | Golden Flashes de Kent State          |
| 54    | Patriots de la Nouvelle-Angleterre | Rod Rutledge (en)       | Tight end        | Crimson Tide de l'Alabama             |
| 55    | Giants de New York                 | Joe Jurevicius (en)     | Wide receiver    | Nittany Lions de Penn State           |
| 56    | Jets de New York                   | Dorian Boose (en)       | Defensive end    | Cougars de Washington State           |
| 57    | Jaguars de Jacksonville            | Cordell Taylor (en)     | Cornerback       | Pirates de Hampton                    |
| 58    | 49ers de San Francisco             | Jeremy Newberry (en)†   | Centre           | Golden Bears de la Californie         |
| 59    | Chargers de San Diego              | Mikhael Ricks (en)      | Wide receiver    | Lumberjacks de Stephen F. Austin (en) |
| 60    | Lions de Détroit                   | Charlie Batch           | Quarterback      | Eagles d'Eastern Michigan             |
| 61    | Broncos de Denver                  | Eric Brown (en)         | Strong safety    | Bulldogs de Mississippi State         |

### Échanges deuxième tour
1. #31: Raiders d'Oakland. Décerné par la NFL en compensation de la perte de Chester McGlockton[10].
2. #33: Cardinals - Chargers. voir #1 Chargers - Cardinals[4].
3. #34: Buccaneers - Raiders. voir #23 Raiders - Buccaneers[9].
4. #41: échanges multiples: #41 Jets - Eagles. Les Jets envoient Hugh Douglas aux Eagles pour le choix de deuxième tour de 1998 (n ° 41-Jeremy Staat) et le choix de cinquième tour de 1998 (n ° 134-Casey Dailey)[11]. #41 Steelers - Jets. Choix de deuxième tour 1998 (Dorian Boose # 56), choix de troisième tour 1998 (# 87-Kevin Williams (L.)) et choix de cinquième tour 1998 (# 149-Eric Bateman) aux Jets pour choix de troisième tour 1998 (# 41 -Jeremy Staat)[12].
5. #44: Panthers - Dolphins. Premier choix de premier tour 2000 (# 23-Rashard Anderson) aux Panthers pour un choix de deuxième tour 1998 (# 44-Patrick Surtain)[13].
6. #45 Falcons - Buccaneers. Choix de deuxième tour de 1998 (# 53-Bob Hallen), choix de quatrième tour de 1998 (# 114-Tim Dwight) aux Falcons pour choix de deuxième tour de 1998 (# 45-Brian Kelly)[14].
7. #52: Jets - Patriots. Les Patriots reçoivent le choix de troisième tour de 1997 (# 61-Sedrick Shaw), le choix de quatrième tour de 1997 (# 97-Damon Denson), le choix de deuxième tour de 1998 (# 52-Tony Simmons) et le choix de premier tour de 1999 (# 28-Andy Katzenmoyer) des Jets le 1997-02-11 à titre de compensation pour l'entraîneur-chef Bill Parcells[15].
8. #53: Buccaneers - Falcons: voir #45 Falcons Buccaneers[14].
9. #56: Jets - Steelers. voir #41 Steelers - Jets[12].
10. #59: échanges multiples. #59: Chiefs - Raiders. Les Raiders reçoivent le choix de deuxième tour de 1998 (# 59-Mikhael Ricks) de la part de Chiefs le 1998-04-18 en compensation de l'agent indépendant Chester McGlockton[10]. #59: Buccaneers - Raiders. voir #23 Raiders - Buccaneers[9]. #59: Chargers - Buccaneers. Premier choix de premier tour 2000 (# 13-John Abraham) aux Buccaneers contre un deuxième choix de 1998 (# 59-Mikhael Ricks)[14].
11. #60: échanges multiples. #60 Dolphins - Packers. voir #29 Packers - Dolphins[8]. #60 Lions - Dolphins. Choix de troisième tour en 1998 (# 79-Brad Jackson), choix de cinquième en 1998 (# 143-Scott Shaw) et choix de sixième ronde en 1998 (# 172-John Dutton) à Dolphins pour choix de deuxième tour en 1998 (# 60-Charlie Batch[16]).

### Troisième tour
| Choix | Équipe                             | Joueur                 | Postes           | Université                       |
| ----- | ---------------------------------- | ---------------------- | ---------------- | -------------------------------- |
| 62    | Panthers de la Caroline            | Chuck Wiley (en)       | Defensive end    | Tigers de LSU                    |
| 63    | Raiders d'Oakland                  | Jon Ritchie (en)       | Running back     | Cardinal de Stanford             |
| 64    | Bears de Chicago                   | Olin Kreutz†           | Centre           | Huskies de Washington            |
| 65    | Rams de Saint Louis                | Leonard Little (en)†   | Linebacker       | Volunteers du Tennessee          |
| 66    | Steelers de Pittsburgh             | Chris Conrad (en)      | Offensive tackle | Bulldogs de Fresno State         |
| 67    | Jets de New York                   | Scott Frost (en)       | Defensive back   | Cornhuskers du Nebraska          |
| 68    | Bills de Buffalo                   | Robert Hicks (en)      | Offensive tackle | Bulldogs de Mississippi State    |
| 69    | Redskins de Washington             | Skip Hicks (en)        | Running back     | Bruins de l'UCLA                 |
| 70    | Giants de New York                 | Brian Alford (en)      | Wide receiver    | Boilermakers de Purdue           |
| 71    | Colts d'Indianapolis               | E.G. Green (en)        | Wide receiver    | Seminoles de Florida State       |
| 72    | Eagles de Philadelphie             | Jeremiah Trotter (en)† | Linebacker       | Lumberjacks de Stephen F. Austin |
| 73    | Panthers de la Caroline            | Mitch Marrow (en)      | Defensive end    | Quakers de Penn                  |
| 74    | Falcons d'Atlanta                  | Jammi German (en)      | Wide receiver    | Hurricanes de Miami              |
| 75    | Bengals de Cincinnati              | Steve Foley (en)       | Linebacker       | Warhawks de Louisiana-Monroe     |
| 76    | Seahawks de Seattle                | Ahman Green†           | Running back     | Cornhuskers du Nebraska          |
| 77    | Oilers du Tennessee                | Dainon Sidney (en)     | Defensive back   | Blazers de l'UAB                 |
| 78    | Bengals de Cincinnati              | Mike Goff (en)         | Offensive tackle | Hawkeyes de l'Iowa               |
| 79    | Dolphins de Miami                  | Brad Jackson (en)      | Linebacker       | Bearcats de Cincinnati           |
| 80    | Vikings du Minnesota               | Ramos McDonald (en)    | Cornerback       | Lobos du Nouveau-Mexique         |
| 81    | Patriots de la Nouvelle-Angleterre | Chris Floyd (en)       | Running back     | Wolverines du Michigan           |
| 82    | Dolphins de Miami                  | Larry Shannon (en)     | Wide receiver    | Pirates d'East Carolina          |
| 83    | Patriots de la Nouvelle-Angleterre | Greg Spires (en)       | Defensive end    | Seminoles de Florida State       |
| 84    | Buccaneers de Tampa Bay            | Jamie Duncan (en)      | Linebacker       | Commodores de Vanderbilt         |
| 85    | Eagles de Philadelphie             | Allen Rossum (en)†     | Defensive back   | Fighting Irish de Notre Dame     |
| 86    | Jaguars de Jacksonville            | Jonathan Quinn (en)    | Quarterback      | Blue Raiders de Middle Tennessee |
| 87    | Jets de New York                   | Kevin Williams (en)    | Free Safety      | Cowboys d'Oklahoma State         |
| 88    | Chiefs de Kansas City              | Rashaan Shehee (en)    | Running back     | Huskies de Washington            |
| 89    | 49ers de San Francisco             | Chris Ruhman (en)      | Offensive tackle | Aggies de Texas A&M              |
| 90    | Packers de Green Bay               | Jonathan Brown (en)    | Defensive end    | Volunteers du Tennessee          |
| 91    | Broncos de Denver                  | Brian Griese†          | Quarterback      | Wolverines du Michigan           |
| 92*   | Steelers de Pittsburgh             | Hines Ward†            | Wide receiver    | Bulldogs de la Géorgie           |

### Échanges troisième tour
1. #62: Colts - Panthers: Les Panthers reçoivent ce choix de troisième tour (# 62-Chuck Wiley) le 1997-12-22 en compensation du président Bill Polian[17].
2. #65: échanges multiples. #65: Jets - Cardinals. Adrian Murrell aux Cardinals pour le choix de troisième tour de 1998 (# 65-Leonard Little)[18]. #65: Jets - Rams. Choix de troisième tour 1998 (# 67-Scott Frost) et choix de septième tour 1998 (# 195-Lawrence Hart) aux Jets pour choix de troisième tour 1998 (# 65-Leonard Little)[18].
3. #66: Steelers. Pour une raison inconnue, les Steelers reçoivent cette sélection de Chargers.
4. #67: Rams - Jets. voir #65 Jets - Rams[18].
5. #69: Saints - Redskins. Heath Shuler aux Saints pour le cinquième choix de 1997 (n ° 132-Jamel Williams) et le troisième choix de 1998 (n ° 69-Skip Hicks)[19].
6. #70: échanges multiples. #70: Cowboys - Eagles. Choix de premier tour 1997 (# 22-David LaFleur) aux Cowboys pour choix de premier tour 1997 (# 25-Jon Harris), choix de cinquième tour 1997 (# 155-Luther Broughton), choix de troisième tour 1998 (# 70-Brian Alford)[20]. #70: Giants - Eagles. Choix de troisième tour de 1998 (# 85-Allen Rossum) et choix de quatrième tour de 1998 (# 116-Clarence Love) aux Eagles pour choix de troisième tour de 1998 (# 70-Brian Alford)[21].
7. #71: Ravens - Colts. Jim Harbaugh, le choix de quatrième tour de 1998 (# 93-Steve McKinney) aux Ravens pour le choix de troisième tour de 1998 (# 71-E.G. Green) et choix de quatrième tour de 1998 (# 104-Todd Washington)[22].
8. #78: Redskins - Bengals. voir #17: Bengals - Redskins[6].
9. #79: Lions - Dolphins. voir #60 Lions - Dolphins[16].
10. #81: Jets - Patriots. voir #18: Patriots - Jets[7].
11. #85: Eagles - Giants. voir #70 Eagles - Giants[21].
12. #87: Jets - Steelers. voir #41 Steelers - Jets[12].

### Quatrième tour
| Choix | Équipe                             | Joueur                  | Postes           | Université                        |
| ----- | ---------------------------------- | ----------------------- | ---------------- | --------------------------------- |
| 93    | Colts d'Indianapolis               | Steve McKinney (en)     | Offensive guard  | Aggies de Texas A&M               |
| 94    | Bears de Chicago                   | Alonzo Mayes (en)       | Tight end        | Cowboys d'Oklahoma State          |
| 95    | Cardinals de l'Arizona             | Michael Pittman         | Running back     | Bulldogs de Fresno State          |
| 96    | Rams de Saint Louis                | Az-Zahir Hakim (en)     | Wide receiver    | Aztecs de San Diego State         |
| 97    | Saints de La Nouvelle-Orléans      | Fred Weary (en)         | Defensive back   | Gators de la Floride              |
| 98    | Rams de Saint Louis                | Roland Williams (en)    | Tight end        | Orange de Syracuse                |
| 99    | Saints de La Nouvelle-Orléans      | Julian Pittman (en)     | Defensive end    | Seminoles de Florida State        |
| 100   | Cowboys de Dallas                  | Michael Myers (en)      | Defensive tackle | Crimson Tide de l'Alabama         |
| 101   | Jaguars de Jacksonville            | Tavian Banks (en)       | Running back     | Hawkeyes de l'Iowa                |
| 102   | Dolphins de Miami                  | Lorenzo Bromell (en)    | Defensive end    | Tigers de Clemson                 |
| 103   | Falcons d'Atlanta                  | Omar Brown (en)         | Defensive back   | Tar Heels de la Caroline du Nord  |
| 104   | Buccaneers de Tampa Bay            | Todd Washington (en)    | Centre           | Hokies de Virginia Tech           |
| 105   | Bengals de Cincinnati              | Glen Steele (en)        | Defensive tackle | Wolverines du Michigan            |
| 106   | Panthers de la Caroline            | Donald Hayes (en)       | Wide receiver    | Badgers du Wisconsin              |
| 107   | Oilers du Tennessee                | Joe Salave'a (en)       | Defensive tackle | Wildcats de l'Arizona             |
| 108   | Seahawks de Seattle                | DeShone Myles (en)      | Linebacker       | Wolf Pack du Nevada               |
| 109   | Raiders d'Oakland                  | Gennaro DiNapoli (en)   | Offensive guard  | Hokies de Virginia Tech           |
| 110   | Vikings du Minnesota               | Kivuusama Mays (en)     | Linebacker       | Tar Heels de la Caroline du Nord  |
| 111   | Jets de New York                   | Jason Fabini (en)       | Offensive tackle | Bearcats de Cincinnati            |
| 112   | Eagles de Philadelphie             | Brandon Whiting (en)    | Defensive tackle | Golden Bears de la Californie     |
| 113   | Redskins de Washington             | Shawn Barber (en)       | Linebacker       | Spiders de Richmond               |
| 114   | Falcons d'Atlanta                  | Tim Dwight (en)         | Wide receiver    | Hawkeyes de l'Iowa                |
| 115   | Patriots de la Nouvelle-Angleterre | Leonta Rheams (en)      | Defensive tackle | Cougars de Houston                |
| 116   | Eagles de Philadelphie             | Clarence Love           | Defensive back   | Rockets de Toledo                 |
| 117   | Steelers de Pittsburgh             | Deshea Townsend (en)    | Defensive back   | Crimson Tide de l'Alabama         |
| 118   | Jaguars de Jacksonville            | Harry Deligianis        | Defensive tackle | Penguins de Youngstown State (en) |
| 119   | 49ers de San Francisco             | Lance Schulters (en)†   | Defensive back   | Pride de Hofstra                  |
| 120   | Chiefs de Kansas City              | Greg Favors (en)        | Linebacker       | Bulldogs de Mississippi State     |
| 121   | Packers de Green Bay               | Roosevelt Blackmon (en) | Cornerback       | Wolverines de Morris Brown (en)   |
| 122   | Broncos de Denver                  | Curtis Alexander (en)   | Running back     | Crimson Tide de l'Alabama         |
| 123   | Steelers de Pittsburgh             | Carlos King (en)        | Running back     | Wolfpack de North Carolina State  |

### Échanges quatrième tour
1. #93: échanges multiples. #93: Colts - Ravens. voir #71 : Ravens - Colts[22]. #93: Ravens - Colts. Choix de quatrième tour 1998 (# 104-Todd Washington), choix de cinquième tour 1998 (# 124-Martin Chase), choix de sixième tour 1998 (# 154-Ron Rogers) à Ravens pour choix de quatrième tour 1998 (# 93-Steve McKinney)[23].
2. #96: Chargers - Rams. Choix de cinquième tour 1997 (# 138-Kenny Bynum) aux Chargers pour choix de quatrième tour 1998 (# 96-Az-Zahir Hakim), choix de septième tour 1997 (# 215-Cedric White)[24].
3. #97: Raiders - Saints. Eric Allen aux Raiders pour le choix de quatrième tour 1998 (n ° 97-Fred Weary)[25].
4. #101: Bills - Jaguars. voir #9: Bills - Jaguars[5].
5. #102: Eagles - Dolphins. Choix de quatrième tour de 1998 (# 112-Brandon Whiting) et choix de cinquième tour de 1998 (# 142-Ike Reese) à Eagles pour le choix de quatrième tour de 1998 (# 102-Lorenzo Bromell)[26].
6. #103: échanges multiples. #103: Colts - Ravens. voir #71: Ravens - Colts[22]. #103: Ravens - Colts. Choix de quatrième tour 1998 (# 93-Steve McKinney) aux Colts pour choix de quatrième tour 1998 (# 104-Todd Washington), choix de cinquième tour 1998 (# 124-Martin Chase), choix de sixième tour 1998 (# 154-Ron Rogers)[27]. La sélection 104 de 1998 était à l'origine la numéro 103, mais les Buccaneers ont échoué dans l'exercice du choix du numéro 103 et ont dû prendre le 104[9]. #103: Buccaneers - Ravens. Choix de troisième tour de 1999 (# 72-Grey Ruegamer) aux Ravens pour choix de quatrième tour de 1998 (# 103-Omar Brown)[9]. #103: Falcons. Les Falcons, qui avaient le choix n ° 104, ont exercé ce choix lorsque Buccaneers n’ont pas réussi à le faire au 103[9].
7. #109: Raiders - Redskins. Choix de quatrième tour 1998 (# 113-Shawn Barber) et choix de septième tour 1998 (# 191-David Terrell) aux Redskins pour choix de quatrième tour 1998 (# 109-Gennaro DiNapoli)[28].
8. #112: Dolphins - Eagles. Choix de quatrième tour 1998 (# 102-Lorenzo Bromell) aux Dolphins pour choix de quatrième tour 1998 (# 112-Brandon Whiting) et choix de cinquième tour 1998 (# 142-Ike Reese)[26].
9. #113: échanges multiples. #113: Lions - Raiders. Rob Fredrickson aux Lions pour le choix de quatrième tour de 1998 (# 113-Shawn Barber)[29]. #113: Redskins - Raiders. voir #109: Raiders - Redskins[28].
10. #114: Buccaneers - Falcons. voir #45: Falcons - Buccaneers[14].
11. #116: Giants - Eagles. voir #70: Eagles - Giants[21].

### Cinquième tour
| Choix | Équipe                             | Joueur               | Postes           | Université                       |
| ----- | ---------------------------------- | -------------------- | ---------------- | -------------------------------- |
| 124   | Ravens de Baltimore                | Martin Chase (en)    | Defensive tackle | Sooners de l'Oklahoma            |
| 125   | Cardinals de l'Arizona             | Terry Hardy (en)     | Tight end        | Golden Eagles de Southern Miss   |
| 126   | Chargers de San Diego              | Cedric Harden        | Defensive end    | Rattlers de Florida A&M (en)     |
| 127   | Raiders d'Oakland                  | Jeremy Brigham (en)  | Tight end        | Huskies de Washington            |
| 128   | Chiefs de Kansas City              | Robert Williams (en) | Defensive back   | Tar Heels de la Caroline du Nord |
| 129   | Rams de Saint Louis                | Raymond Priester     | Running back     | Tigers de Clemson                |
| 130   | Cowboys de Dallas                  | Darren Hambrick (en) | Linebacker       | Gamecocks de la Caroline du Sud  |
| 131   | Bills de Buffalo                   | Jonathan Linton (en) | Running back     | Tar Heels de la Caroline du Nord |
| 132   | Saints de La Nouvelle-Orléans      | Wilmont Perry (en)   | Running back     | Blue Bears de Livingston (en)    |
| 133   | Ravens de Baltimore                | Ryan Sutter (en)     | Defensive back   | Buffaloes du Colorado            |
| 134   | Jets de New York                   | Casey Dailey (en)    | Linebacker       | Wildcats de Northwestern         |
| 135   | Colts d'Indianapolis               | Antony Jordan (en)   | Linebacker       | Commodores de Vanderbilt         |
| 136   | Panthers de la Caroline            | Jerry Jensen (en)    | Linebacker       | Huskies de Washington            |
| 137   | Steelers de Pittsburgh             | Jason Simmons (en)   | Defensive back   | Sun Devils d'Arizona State       |
| 138   | Cowboys de Dallas                  | Oliver Ross (en)     | Offensive tackle | Cyclones d'Iowa State            |
| 139   | Oilers du Tennessee                | Benji Olson (en)     | Offensive guard  | Huskies de Washington            |
| 140   | Redskins de Washington             | Mark Fischer (en)    | Centre           | Boilermakers de Purdue           |
| 141   | Jets de New York                   | Doug Karczewski      | Offensive tackle | Cavaliers de la Virginie         |
| 142   | Eagles de Philadelphie             | Ike Reese (en)†      | Linebacker       | Spartans de Michigan State       |
| 143   | Dolphins de Miami                  | Scott Shaw           | Offensive guard  | Spartans de Michigan State       |
| 144   | Vikings du Minnesota               | Kerry Cooks (en)     | Defensive back   | Hawkeyes de l'Iowa               |
| 145   | Patriots de la Nouvelle-Angleterre | Ron Merkerson (en)   | Linebacker       | Buffaloes du Colorado            |
| 146   | Jets de New York                   | Blake Spence (en)    | Tight end        | Ducks de l'Oregon                |
| 147   | Giants de New York                 | Toby Myles (en)      | Offensive tackle | Tigers de Jackson State          |
| 148   | Jaguars de Jacksonville            | John Wade (en)       | Centre           | Thundering Herd de Marshall      |
| 149   | Jets de New York                   | Eric Bateman         | Offensive tackle | Cougars de BYU                   |
| 150   | Packers de Green Bay               | Corey Bradford (en)  | Wide receiver    | Tigers de Jackson State          |
| 151   | 49ers de San Francisco             | Phil Ostrowski (en)  | Offensive guard  | Nittany Lions de Penn State      |
| 152   | Raiders d'Oakland                  | Travian Smith (en)   | Linebacker       | Sooners de l'Oklahoma            |
| 153   | Broncos de Denver                  | Chris Howard (en)    | Running back     | Wolverines du Michigan           |

### Échanges cinquième tour
1. #124: Colts - Ravens. voir #71: Ravens - Colts[22].
2. #128: Bears - Chiefs. Chris Penn aux Bears pour le choix de cinquième tour de 1998 (n ° 128-Robert Williams)[30].
3. #134: Eagles - Jets. voir #41: Jets - Eagles[11].
4. #135: Bengals - Colts. Paul Justin aux Bengals pour le choix de cinquième tour de 1998 (# 135-Antony Jordan)[31].
5. #137: Falcons - Steelers. Trois choix de septième tour en 1998 (# 199-Ephraim Salaam) (# 203-Henry Slay) (# 215-Ryan Thelwell) aux Falcons pour le choix de cinquième tour en 1998 (# 137-Jason Simmons)[9].
6. #138: Seahawks - Cowboys. Choix de sixième tour de 1998 (# 162-Carl Hansen), choix de septième de 1998 (# 197-Jason McEndoo) aux Seahawks pour choix de cinquième tour de 1998 (# 138-Oliver Ross)[9].
7. #142: Dolphins - Eagles. voir #102: Eagles - Dolphins[26].
8. #143: Lions - Dolphins. voir #60: Lions - Dolphins[16].
9. #146: Buccaneers - Jets. Lorenzo Neal aux Buccaneers pour le choix de cinquième tour de 1998 (# 146-Blake Spence)[32].
10. #149: Steelers - Jets. voir #41: Steelers - Jets[12].
11. #150: Chiefs - Packers. Wayne Simmons aux Chiefs pour le choix de cinquième tour 1998 (# 150-Corey Bradford)[33].
12. #152: Packers - Raiders. Choix de sixième tour 1998 (# 156-Scott McGarrahan), choix de sixième tour 1999 (# 188-Daren Yancey) aux Packers pour choix de cinquième tour 1998 (# 152-Travian Smith)[34].

### Sixième tour
| Choix | Équipe                             | Joueur                                   | Postes           | Université                      |
| ----- | ---------------------------------- | ---------------------------------------- | ---------------- | ------------------------------- |
| 154   | Ravens de Baltimore                | Ron Rogers                               | Linebacker       | Yellow Jackets de Georgia Tech  |
| 155   | Chargers de San Diego              | Clifford Ivory (en)                      | Cornerback       | Trojans de Troy                 |
| 156   | Packers de Green Bay               | Scott McGarrahan (en)                    | Defensive back   | Lobos du Nouveau-Mexique        |
| 157   | Bears de Chicago                   | Chris Draft (en)                         | Linebacker       | Cardinal de Stanford            |
| 158   | Cardinals de l'Arizona             | Zack Walz (en)                           | Linebacker       | Big Green de Dartmouth          |
| 159   | Rams de Saint Louis                | Glenn Rountree                           | Offensive guard  | Tigers de Clemson               |
| 160   | Bills de Buffalo                   | Fred Coleman (en)                        | Wide receiver    | Huskies de Washington           |
| 161   | Saints de La Nouvelle-Orléans      | Chris Bordano (en)                       | Linebacker       | Mustangs de SMU                 |
| 162   | Seahawks de Seattle                | Carl Hansen (en)                         | Defensive tackle | Cardinal de Stanford            |
| 163   | Jets de New York                   | Eric Ogbogu (en)                         | Defensive end    | Terrapins du Maryland           |
| 164   | Ravens de Baltimore                | Sammy Williams (football américain) (en) | Offensive tackle | Sooners de l'Oklahoma           |
| 165   | Panthers de la Caroline            | Damien Richardson (en)                   | Strong safety    | Sun Devils d'Arizona State      |
| 166   | Falcons d'Atlanta                  | Elijah Williams (en)                     | Defensive back   | Gators de la Floride            |
| 167   | Bengals de Cincinnati              | Jason Tucker (en)                        | Wide receiver    | Horned Frogs de TCU             |
| 168   | Oilers du Tennessee                | Lee Wiggins                              | Cornerback       | Gamecocks de la Caroline du Sud |
| 169   | Seahawks de Seattle                | Bobby Shaw (en)                          | Wide receiver    | Golden Bears de la Californie   |
| 170   | Redskins de Washington             | Patrick Palmer                           | Wide receiver    | Northwestern State-Louisiana    |
| 171   | Dolphins de Miami                  | Nathan Strikwerda                        | Centre           | Wildcats de Northwestern        |
| 172   | Dolphins de Miami                  | John Dutton                              | Quarterback      | Wolf Pack du Nevada             |
| 173   | Vikings du Minnesota               | Matt Birk†                               | Centre           | Crimson d'Harvard               |
| 174   | Jets de New York                   | Chris Brazzell (en)                      | Wide receiver    | Rams d'Angelo State (en)        |
| 175   | Buccaneers de Tampa Bay            | James Cannida (en)                       | Defensive tackle | Wolf Pack du Nevada             |
| 176   | Patriots de la Nouvelle-Angleterre | Harold Shaw (en)                         | Running back     | Golden Eagles de Southern Miss  |
| 177   | Giants de New York                 | Todd Pollack                             | Tight end        | Eagles de Boston College        |
| 178   | Steelers de Pittsburgh             | Chris Fuamatu-Ma'afala (en)              | Running back     | Utes de l'Utah                  |
| 179   | Jaguars de Jacksonville            | Lamanzer Williams (en)                   | Defensive end    | Golden Gophers du Minnesota     |
| 180   | 49ers de San Francisco             | Fred Beasley (en)†                       | Running back     | Tigers d'Auburn                 |
| 181   | Chiefs de Kansas City              | Derrick Ransom (en)                      | Defensive tackle | Bearcats de Cincinnati          |
| 182   | Jaguars de Jacksonville            | Kevin McLeod (en)                        | Running back     | Tigers d'Auburn                 |
| 183   | Jets de New York                   | Dustin Johnson                           | Running back     | Cougars de BYU                  |
| 184*  | Buccaneers de Tampa Bay            | Shevin Smith (en)                        | Defensive back   | Seminoles de Florida State      |
| 185*  | Lions de Détroit                   | Jamaal Alexander                         | Cornerback       | Golden Eagles de Southern Miss  |
| 186*  | Steelers de Pittsburgh             | Ryan Olson                               | Defensive tackle | Buffaloes du Colorado           |
| 187*  | Packers de Green Bay               | Matt Hasselbeck†                         | Quarterback      | Eagles de Boston College        |
| 188*  | Cowboys de Dallas                  | Izell Reese (en)                         | Defensive back   | Blazers de l'UAB                |
| 189*  | Bears de Chicago                   | Patrick Mannelly                         | Offensive guard  | Blue Devils de Duke             |

### Échanges sixième tour
1. #154: Ravens - Colts. voir #93. Ravens - Colts[23].
2. #156: Raiders - Packers. voir #152: Packers - Raiders[34].
3. #162: Cowboys - Seahawks. voir #138: Seahawks - Cowboys[9].
4. #163: Eagles - Jets. Jeff Graham aux Eagles pour le choix de sixième tour de 1998 (# 163-Eric Ogbogu)[35].
5. #172: Lions - Dolphins. voir #60: Lions - Dolphins[16].
6. #182: Packers - Jaguars. Paul Frase aux Packers pour le choix de sixième ronde de 1998 (# 182-Kevin McLeod)[36].
7. #183: Broncos - Jets. Choix du troisième tour 1997 (# 67-Dan Neil) aux Broncos pour choix du troisième tour 1997 (# 88-Dedric Ward), choix du sixième tour 1997 (# 191-Chuck Clements), choix du septième tour 1997 (# 229-Jason Ferguson) et choix de sixième tour 1998 (# 183-Dustin Johnson)[37].
8. Les choix #184 à #189 sont des choix compensatoires offerts par la NFL pour pertes d'agents libres des différentes équipes (Buccaneers, Lions, Steelers, Packers, Cowboys et Bears dans l'ordre)[9].

### Septième tour
| Choix | Équipe                             | Joueur               | Postes           | Université                                |
| ----- | ---------------------------------- | -------------------- | ---------------- | ----------------------------------------- |
| 190   | Colts d'Indianapolis               | Aaron Taylor (en)    | Offensive guard  | Cornhuskers du Nebraska                   |
| 191   | Redskins de Washington             | David Terrell (en)   | Cornerback       | Miners de l'UTEP                          |
| 192   | Jaguars de Jacksonville            | Alvis Whitted (en)   | Wide receiver    | Wolfpack de North Carolina State          |
| 193   | Cardinals de l'Arizona             | Phil Savoy (en)      | Wide receiver    | Buffaloes du Colorado                     |
| 194   | Chargers de San Diego              | Jon Haskins          | Linebacker       | Cardinal de Stanford                      |
| 195   | Jets de New York                   | Lawrence Hart        | Tight end        | Jaguars de Southern (en)                  |
| 196   | Panthers de la Caroline            | Vili Maumau (en)     | Defensive tackle | Buffaloes du Colorado                     |
| 197   | Seahawks de Seattle                | Jason McEndoo (en)   | Centre           | Cougars de Washington State               |
| 198   | Bills de Buffalo                   | Victor Allotey       | Offensive guard  | Hoosiers de l'Indiana                     |
| 199   | Falcons d'Atlanta                  | Ephraim Salaam (en)  | Offensive tackle | Aztecs de San Diego State                 |
| 200   | Broncos de Denver                  | Trey Teague (en)     | Centre           | Volunteers du Tennessee                   |
| 201   | Falcons d'Atlanta                  | Ken Oxendine (en)    | Running back     | Hokies de Virginia Tech                   |
| 202   | Bengals de Cincinnati              | Marcus Parker        | Fullback         | Hokies de Virginia Tech                   |
| 203   | Falcons d'Atlanta                  | Henry Slay (en)      | Defensive tackle | Mountaineers de la Virginie-Occidentale   |
| 204   | Saints de La Nouvelle-Orléans      | Andy McCullough (en) | Wide receiver    | Volunteers du Tennessee                   |
| 205   | Oilers du Tennessee                | Jimmy Sprotte        | Linebacker       | Wildcats de l'Arizona                     |
| 206   | Redskins de Washington             | Antwaune Ponds (en)  | Linebacker       | Orange de Syracuse                        |
| 207   | Lions de Détroit                   | Chris Liwienski (en) | Offensive guard  | Hoosiers de l'Indiana                     |
| 208   | Vikings du Minnesota               | Chester Burnett (en) | Linebacker       | Wildcats de l'Arizona                     |
| 209   | Cardinals de l'Arizona             | Jomo Cousins         | Defensive end    | Rattlers de Florida A&M                   |
| 210   | Dolphins de Miami                  | Jim Bundren (en)     | Offensive guard  | Tigers de Clemson                         |
| 211   | Patriots de la Nouvelle-Angleterre | Jason Andersen       | Centre           | Cougars de BYU                            |
| 212   | Buccaneers de Tampa Bay            | Chance McCarty       | Defensive end    | Horned Frogs de TCU                       |
| 213   | Giants de New York                 | Ben Fricke (en)      | Centre           | Cougars de Houston                        |
| 214   | Jaguars de Jacksonville            | Brandon Tolbert (en) | Linebacker       | Bulldogs de la Géorgie                    |
| 215   | 49ers de San Francisco             | Ryan Thelwell (en)   | Wide receiver    | Golden Gophers du Minnesota               |
| 216   | Chiefs de Kansas City              | Eric Warfield        | Defensive back   | Cornhuskers du Nebraska                   |
| 217   | Bears de Chicago                   | Chad Overhauser (en) | Offensive guard  | Bruins de l'UCLA                          |
| 218   | Packers de Green Bay               | Edwin Watson (en)    | Running back     | Boilermakers de Purdue                    |
| 219   | Broncos de Denver                  | Nate Wayne (en)      | Linebacker       | Rebels d'Ole Miss                         |
| 220*  | Eagles de Philadelphie             | Chris Akins          | Defensive tackle | Longhorns du Texas                        |
| 221*  | Steelers de Pittsburgh             | Angel Rubio (en)     | Defensive end    | Redhawks de Southeast Missouri State (en) |
| 222*  | Bengals de Cincinnati              | Damian Vaughn (en)   | Tight end        | Redhawks de Miami                         |
| 223*  | Cowboys de Dallas                  | Tarik Smith          | Running back     | Golden Bears de la Californie             |
| 224*  | Chiefs de Kansas City              | Ernest Blackwell     | Running back     | Tigers du Missouri                        |
| 225*  | Vikings du Minnesota               | Tony Darden          | Defensive back   | Red Raiders de Texas Tech                 |
| 226*  | Cardinals de l'Arizona             | Pat Tillman          | Free Safety      | Sun Devils d'Arizona State                |
| 227*  | Cowboys de Dallas                  | Antonio Fleming (en) | Offensive guard  | Bulldogs de la Géorgie                    |
| 228*  | Panthers de la Caroline            | Jim Turner           | Wide receiver    | Orange de Syracuse                        |
| 229*  | Oilers du Tennessee                | Kevin Long           | Centre           | Seminoles de Florida State                |
| 230*  | Raiders d'Oakland                  | Vince Amey (en)      | Defensive end    | Sun Devils d'Arizona State                |
| 231*  | Colts d'Indianapolis               | Cory Gaines          | Safety           | Volunteers du Tennessee                   |
| 232*  | Bears de Chicago                   | Moses Moreno (en)    | Quarterback      | Rams de Colorado State                    |
| 233*  | Cardinals de l'Arizona             | Ron Janes            | Running back     | Tigers du Missouri                        |
| 234*  | Chargers de San Diego              | Kio Sanford          | Wide receiver    | Wildcats du Kentucky                      |
| 235*  | Raiders d'Oakland                  | David Sanders        | Defensive end    | Razorbacks de l'Arkansas                  |
| 236*  | Rams de Saint Louis                | Jason Chorak (en)    | Linebacker       | Huskies de Washington                     |
| 237*  | Cowboys de Dallas                  | Rod Monroe (en)      | Tight end        | Bearcats de Cincinnati                    |
| 238*  | Bills de Buffalo                   | Kamil Loud (en)      | Wide receiver    | Mustangs de Cal Poly                      |
| 239*  | Saints de La Nouvelle-Orléans      | Ron Warner (en)      | Linebacker       | Jayhawks du Kansas                        |
| 240*  | Eagles de Philadelphie             | Melvin Thomas        | Offensive guard  | Buffaloes du Colorado                     |
| 241*  | Ravens de Baltimore                | Cam Quayle (en)      | Tight end        | Wildcats de Weber State                   |

### Échanges septième tour
1. #191: Raiders - Redskins. voir #109: Raiders - Redskins[28].
2. #192: Bears - Jaguars. Jimmy Herndon aux Bears pour le choix de septième tour de 1998 (# 192-Alvis Whitted)[38].
3. #195: Rams - Jets. voir #65: Jets - Rams[18].
4. #196: Saints - Panthers. Les Panthers reçoivent le choix de septième tour 1998 (# 196-Viliami Maumau) des Saints en compensation de l'agent libre restreint Chad Cot[9].
5. #197: Cowboys - Seahawks. voir #138: Seahawks - Cowboys[9].
6. #199: Ravens - Steelers. Bernard Dafney aux Ravens pour le choix de septième tour de 1998 (# 199-Ephraim Salaam)[39].
7. #200: Eagles - Broncos. Choix de sixième ronde en 1999 (# 201-Troy Smith) aux Eagles pour choix de septième en 1998 (# 200-Trey Teague)[40].
8. #203: Panthers - Steelers. Israël Raybon aux Panthers pour le choix de septième tour de 1998 (# 203-Henry Slay)[41].
9. #215: Échanges multiples. #215: Steelers - Falcons. voir #137: Falcons - Steelers[9]. #215: 49ers - Falcons. Choix de sixième tour en 1999 (# 198-Jeff Kelly) aux Falcons pour choix de septième en 1998 (# 215-Ryan Thelwell)[9].
10. Les choix #220 à #241 sont des choix compensatoires offerts par la NFL pour pertes d'agents libres des différentes équipes (Eagles, Steelers, Bengals, Cowboys, Chiefs, Vikings, Cardinals, Cowboys, Panthers, oilers, Raiders, Colts, Bears, Cardinals, Chargers, Raiders, Rams, Cowboys, Bills, Saints, Eagles et Ravens dans l'ordre)[9].

## Draft supplémentaire
Une draft supplémentaire a lieu pendant l’été de 1998. Pour chaque joueur sélectionné dans la draft supplémentaire, l’équipe perd son choix lors de ce tour dans la draft de la saison suivante. Les Packers de Green Bay et les Chargers de San Diego ont tous décidés de faire des choix de deuxième tour.
| Tour | Sél # | Équipe             | Joueur          | Position         | Université     | Conférence |
| ---- | ----- | ------------------ | --------------- | ---------------- | -------------- | ---------- |
| 2    |       | Green Bay Packers  | Mike Wahl†      | Offensive guard  | Navy           | Ind. (I-A) |
| 2    |       | San Diego Chargers | Jamal Williams† | Defensive tackle | Oklahoma State | Big 12     |

## Joueurs choisis par position
| Position         | Nb. |
| ---------------- | --- |
| Center           | 13  |
| Cornerback       | 22  |
| Defensive end    | 17  |
| Defensive tackle | 22  |
| Fullback         | 11  |
| Guard            | 16  |
| Linebacker       | 33  |
| Offensive tackle | 18  |
| Quarterback      | 8   |
| Running back     | 18  |
| Safety           | 21  |
| Tight end        | 14  |
| Wide receiver    | 30  |